# Bundesstraße 56
Die Bundesstraße 56 (Abkürzung: B 56) ist eine deutsche Bundesstraße und führt von der niederländischen Grenze bei Selfkant-Millen über Jülich (kreuzt dort die A 44), Düren (kreuzt dort die A 4), Euskirchen (kreuzt dort die A 1) und Swisttal-Miel (kreuzt dort die A 61) nach Bonn. Dort überquert sie den Rhein (Kennedybrücke) und führt dann weiter über Sankt Augustin und Siegburg (kreuzt dort die A 3) nach Wiehl zur A 4.

## Geschichte

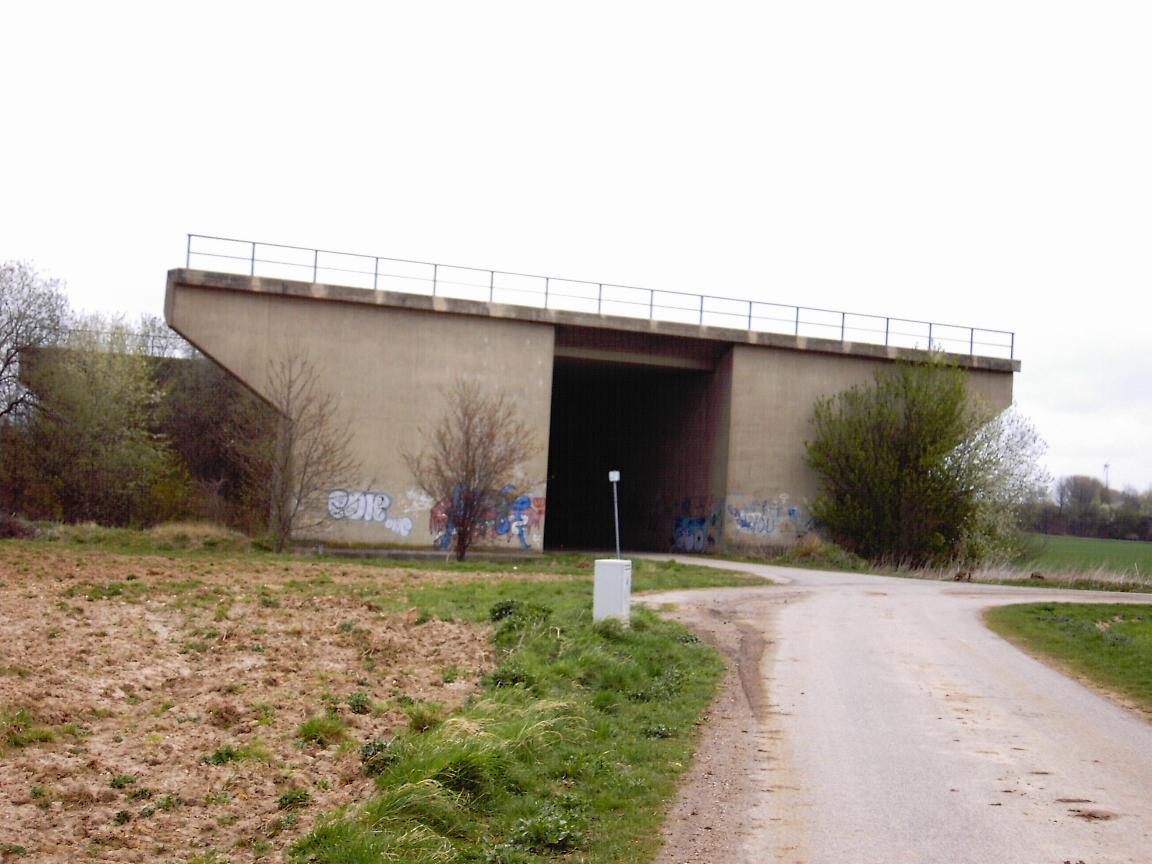
Brückenbauwerk bei Euskirchen

Der Ursprung der heutigen B 56 liegt in der Einführung von sogenannten „Fernverkehrsstraßen“ (FVS) durch die Weimarer Republik am 17. Januar 1932. Dabei wurde in Deutschland zum ersten Mal eine fortlaufende Nummerierung eingeführt. 1934 wurde die Straße in Reichsstraße 56 umbenannt. Ursprünglich führte sie von Aachen über Düren nach Bonn. Von Bonn aus folgte sie der Zeithstraße, einem mittelalterlichen Handelsweg, über Siegburg, Seelscheid, Much und Drabenderhöhe bis zur B 55 im Aggertal bei Engelskirchen. Der Streckenabschnitt zwischen Düren und Euskirchen wurde 1935 zur Chaussee ausgebaut, der anschließende Streckenabschnitt zwischen Euskirchen und Bonn wurde zwischen 1933 und 1938 als Teilstück der Straßenverbindung von Bonn nach Schleiden (siehe auch B 266) zur befestigten Landstraße ausgebaut.

## Allgemeines zum Verlauf
In den 1970er Jahren war geplant, die Bundesstraße durch eine Autobahnverbindung zur südlichen Umfahrung des Großraumes Köln und einer direkten Verbindung des Großraumes Bonn in die Niederlande (A 56) zu ersetzen. Doch entsprechende Planungen wurden nie umgesetzt. Stattdessen blieb es bei der hauptsächlich zweistreifigen Bundesstraße. 1987 wurde das letzte Teilstück der A 61 von Rheinland-Pfalz über das neue Kreuz Kerpen bis zur niederländischen Grenze fertiggestellt, im Vorgriff darauf hatte man 1986 die Planung der A 56, die nur ca. 10 bis 20 km weiter westlich weitgehend parallel verlaufen würde, aufgegeben.
Zwischen der B 265 bei Zülpich und der in den 1990er Jahren umgebauten Doppelanschlussstelle Euskirchen (Autobahnkreuz Euskirchen) der A 1 wurde bereits die Trasse für die A 56 gebaut, auf der heute parallel zur B 56 zusätzlich die B 56n verläuft. Im Bereich Vettweiß und Zülpich sind heute noch Brückenbauwerke in der Feldgemarkung oder Unterführungen unter vorhandenen Straßen zu sehen. Die Trassen sind nach wie vor landwirtschaftlich nicht bewirtschaftet und lassen sich auch auf Satellitenaufnahmen anhand des Verlaufs von Gemeindegrenzen nachvollziehen.
Nördlich und westlich von Siegburg wird die B 56 heute über eine autobahnähnliche Ortsumgehung (B 56n) geführt. In Alfter wurde eine Unterführung der Kreuzung mit der Bahnstrecke Bonn–Euskirchen (Voreifelbahn) gebaut, da es dort regelmäßig zu langen Rückstauungen kam. Dieser Ausbau unterstreicht die Zukunft der B 56 auf dieser Trasse.
Die B 56 ist eine der wichtigsten Verkehrsverbindungen zwischen Bonn und der Eifel. Sie erlebt durch die Berufspendler, insbesondere zwischen Bonn und Euskirchen, eine sehr hohe Verkehrsbelastung, da der ÖPNV in der Eifel unzureichend ausgebaut ist.

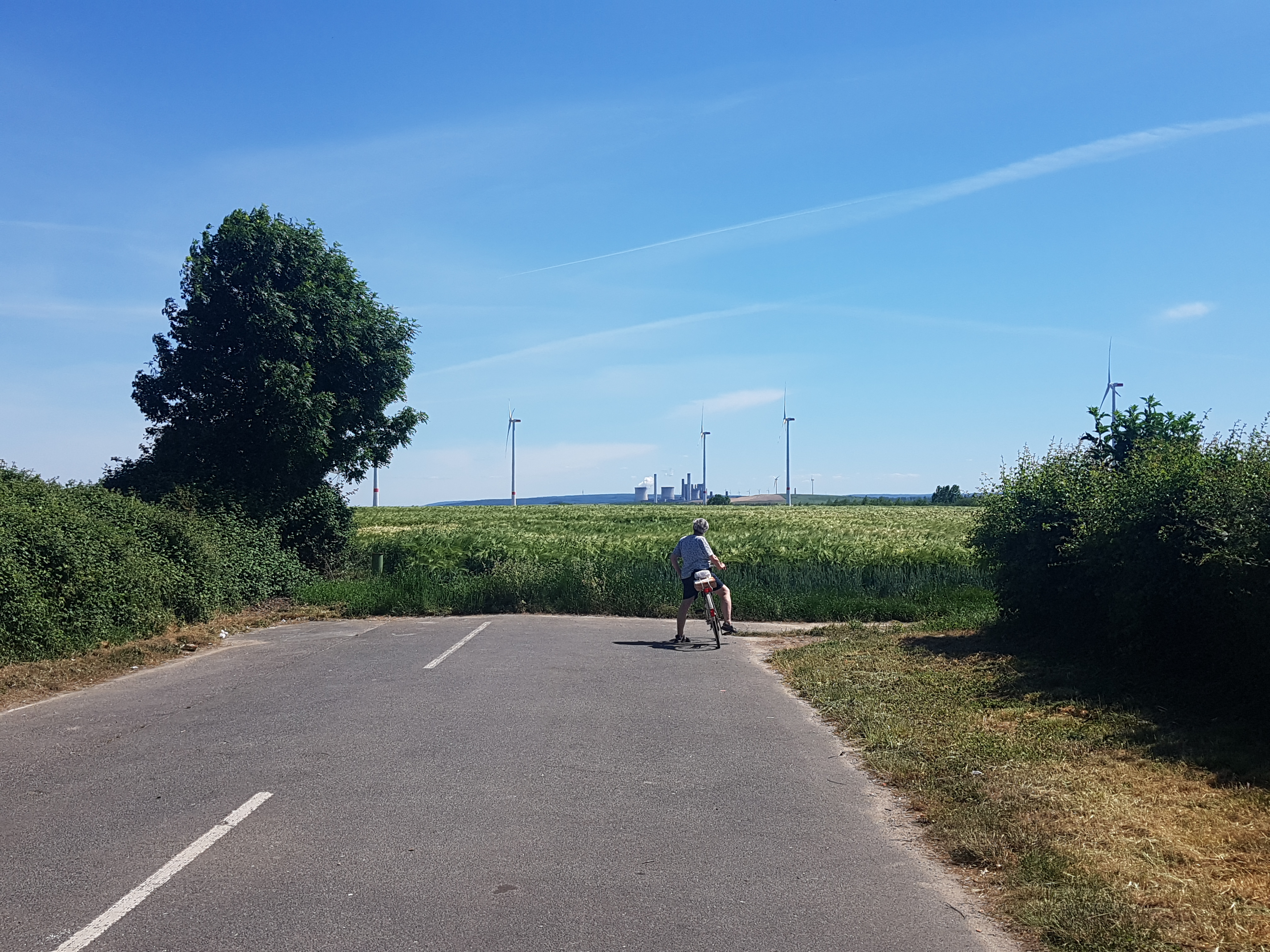
Am südöstlichen Ortsrand von Aldenhoven endet die frühere B 56 seit dem Tagebau Inden im Nichts

Zwischen Düren und Aldenhoven wurde die B 56 im Zuge des Braunkohlentagebaus Inden Ende der 1980er-Jahre weiter nach Osten verlegt. Sie verläuft nun von Düren über die Anschlussstelle Düren der A 4 bis zur Anschlussstelle Jülich-West der A 44. Diese Anschlussstelle weist bereits erhebliche Vorleistungen für den Ausbau zum Autobahnkreuz der Autobahnen A 44 und A 56 auf. Der Abschnitt von Jülich West (50° 54′ 50,7″ N, 6° 19′ 26,1″ O, hier war deutlich das damalige geplante Autobahnkreuz zu erkennen) wurde nach teilweisen Rückbau die L 14 nach Merzenhausen und Linnich angelegt. Die parallel zur A 44 bis zur Anschlussstelle Aldenhoven ist zur L 136 herabgestuft worden. Ursprünglich war dies ein Teilstück der B 1.
Zwischen Aldenhoven und Geilenkirchen sind inzwischen alle Ortsdurchfahrten durch Ortsumgehungen, teilweise in wechselnde 2+1-System ersetzt. Westlich von Geilenkirchen erhielt die B 56 eine neue Trasse, die an die A 46 anschließt und bis zur niederländischen Grenze bei Sittard führt. Der Bau wurde am 3. Mai 2007 symbolisch durch den parlamentarischen Staatssekretär Achim Großmann und den nordrhein-westfälischen Verkehrsminister Oliver Wittke begonnen. Die rund 18 Kilometer lange Trasse sollte circa 68 Millionen Euro kosten. Ein erster Teilabschnitt von der niederländischen Grenze bis zur L 410 (6 km) (ehemalige niederländische Durchgangsstraße N 274) wurde Ende 2008 für den Verkehr freigegeben, ein weiterer Teilabschnitt bis zum Ort Vinteln (4,2 km) wurde am 22. Juli 2011 freigegeben. Die Freigabe des dritten und letzten Teilabschnittes der sogenannten Selfkantautobahn erfolgte im Mai 2017. Die Strecke hat ein 2+1-System. Sie setzt die in den Niederlanden neu gebaute N 297 fort und führt bei Born auf die A2. Die alte Streckenführung vom Grenzübergang Sittard über Wehr, Süsterseel, Gangelt und Gillrath wurde herabgestuft und als L 47 geführt.

## Bundesstraße 56n
Die zur Ergänzung der B 56 eingerichtete Bundesstraße 56n (B 56n) führt in einem weiteren Streckenabschnitt durch Nordrhein-Westfalen:
- von Zülpich bis zum Autobahnkreuz Euskirchen an der A 1 über eine Distanz von etwa sieben Kilometern.

## Planungen und Neubauvorhaben

### Ortsumgehung Düren-Ost
Die Ortsumgehung Düren-Ost sieht vor, die B 56 um Düren herumzuführen, da innerhalb von Düren eine Verbreiterung der Straße von vier auf sechs Fahrstreifen nicht möglich ist. Dazu wird zwischen der Überführung des Heerwegs und der Kreuzung B 56/Eisenbahnstraße eine neue Kreuzung entstehen, die den Verkehr (von der A 4 kommend) zweistreifig zur alten B 56 führt, dreistreifig auf die B 56n Richtung Euskirchen führt und einen Linksabbiegerstreifen beinhaltet, der zum Heerweg hinunter führt. An derselben Kreuzung sind in entgegengesetzter Richtung zwei Fahrstreifen Richtung A 4, zwei Fahrstreifen Richtung ehemaliger B 56 und ein Rechtsabbiegerstreifen in Richtung Heerweg geplant.
Von dieser Kreuzung aus sieht der geplante Verlauf in Richtung Euskirchen so aus: Die B 56n wird die Bahnstrecken Düren–Linnich (inkl. des Arnoldsweilerweges), Aachen–Köln und Düren–Köln überqueren. Es wird ein Knotenpunkt mit Anschluss an die Brückenstraße folgen, worauf dann die Merzenicher Straße kreuzungsfrei überquert wird. Darauf erfolgt eine Kreuzung mit der B 264 (Kölner Landstraße). Bis hier hin wird die Strecke vierstreifig geführt; der weitere Verlauf ist zweistreifig geplant. Hier wird dann noch die Bahnstrecke Düren–Euskirchen mit Hilfe einer Brücke überquert. Es folgt eine Kreuzung mit der L 271 (Binsfelderstraße) und die Unterführung eines Wirtschaftsweges. Darauf schließt sich die B 56n südlich der Firma „Neapco“ (vormals Visteon/Ford Werke) wieder an die B 56 an, wobei eine Einmündung zur jetzigen B 56 Richtung Düren-Zentrum entstehen soll.
Nach Abschluss der Planfeststellung wurde die Ortsumgehung ins Beschleunigungsprogramm für Verkehrsprojekte der Bundesregierung aufgenommen. Die Kosten wurden ursprünglich mit ca. 24 Millionen Euro veranschlagt, Stand Januar 2019 werden jedoch Gesamtkosten von 39 Millionen Euro erwartet. Baubeginn war am 10. Dezember 2013.
Nach dem symbolischen Spatenstich im Jahr 2013 wurde mit den eigentlichen Bauarbeiten Anfang 2017 begonnen. Ursprünglich war den Bürgern allerdings bereits im Jahr 2013 eine Fertigstellung der aus ihrer Sicht dringend notwendigen Umgehungsstraße versprochen worden.
Das Bauvorhaben wurde dabei in zwei größeren Bauabschnitten umgesetzt. Am 26. Juli 2018 wurde der erste (südliche) Abschnitt bis zur Kölner Landstraße in Düren für den Verkehr freigegeben. Die Freigabe des nördlichen Abschnittes erfolgte am 21. April 2021; die Gesamtkosten beliefen sich auf 48 Millionen Euro.

### Ortsumgehung Soller und Frangenheim
Am 25. November 2015 begann offiziell mit einem symbolischen Spatenstich der Neubau der Ortsumgehung der südöstlich von Düren liegenden kleineren Ortschaften Soller und Frangenheim. Die insgesamt etwa 2,6 km lange Strecke sollte ursprünglich bis zum Ende Juni 2019 fertiggestellt werden. Damit sollen die bisherigen Ortsdurchfahrten auf der alten Bundesstraße 56 in Soller und Frangenheim entlastet werden.
Durch notwendige archäologische Arbeiten verzögerte sich die Fertigstellung der Ortsumgehung. Am 30. August 2019 wurden 2,7 km bis zur Kreisstraße Soller – Vettweiß freigegeben. Aufgrund eines besonders aufwändigen Planungsverfahrens konnte mit den Bauarbeiten am Reststück bis zur Bundesstraße 56 erst im April 2020 begonnen werden. Die Fertigstellung erfolgte zum 7. Oktober 2020.
Über Kreisverkehre soll die Ortsumgehung mit der Kreisstraße 28 und der Landesstraße 33 verbunden werden. Zudem sollen landwirtschaftlich genutzte Wege und zwei kleinere Flüsse durch insgesamt fünf Brücken überquert werden. Durch die Maßnahme wird die B 56n zudem östlich um den Ort Froitzheim geradlinig in Richtung Düren verlaufen, so dass die bisherige Abbiegesituation aufgrund des versetzten Verlaufs der alten B 56 nordwestlich von Froitzheim ab dem Jahr 2019 entfallen wird.

### Ortsumgehung Euenheim
Die Umgehung Euenheim südlich von Euskirchen mit einem dort vorgesehenen direkten Anschluss der B 56 an die L 178 mit einer Kreuzung der B 266 ist bisher über eine Änderung des städtischen Bebauungsplans aus dem Jahr 1984 und einer damit verbundenen unverbindlichen Absichtserklärung hinaus, noch nicht konkreter weiterentwickelt worden.

### Ortsumgehung Euskirchen und Kuchenheim
Trotz einer bereits seit dem Jahr 2013 vollständig fertiggestellten Planung für die Ortsumgehung der B 56 nördlich von Euskirchen bis zu dem an Euskirchen angrenzenden Ort Kuchenheim wurde die neue Trasse im Jahr 2016 im Bundesverkehrswegeplan 2030 in die Kategorie weiterer Bedarf herabgestuft. Ein Baubeginn vor 2030 ist damit unwahrscheinlich.

### Ortsumgehung Miel
Die Ortsumgehung der B 56 für den östlich von Euskirchen gelegenen Ort Swisttal-Miel ist im Bundesverkehrswegeplan 2030 als vordringlicher Bedarf eingestuft worden. Ein konkreter Termin für die Realisierung des Bauvorhabens ist bisher nicht absehbar.